# Demonisering
Demoniseren is het doelbewust negatief afbeelden van een zaak of persoon, met als doel de mening van anderen over het onderwerp te beïnvloeden. Het onderwerp wordt als het ware als een demon of iets demonisch voorgesteld. Demoniseren is een vorm van propaganda en de term demonisering heeft daardoor een negatieve klank. Het is nauw verwant met smaad, laster en karaktermoord. 

## Religie
De term is oorspronkelijk afkomstig uit de religie. Monotheïstische godsdiensten als het christendom, jodendom en de islam keerden zich vaak fel tegen de oudere polytheïstische religies en erkenden hun pantheons niet. De 'oude' goden werden gedemoniseerd: ze werden afgeschilderd als demonen. Zo kregen veel demonen horens en bokkenpoten in navolging van de Griekse herdersgod Pan. Vrouwelijke druïden en priesteressen werden afgeschilderd als heksen. Bovendien had demonisering van een andere religie of godheid ook een politiek doel. Door bijvoorbeeld Mohammed als antichrist af te schilderen hadden de leiders van christelijke staten een motief om moslims te bestrijden, want zij waren immers 'volgelingen van de antichrist'. Ook de negatieve benadering van de Fenicische god Baäl is een voorbeeld van demonisering.

## Algemeen
In Nederland ziet de term meer op een fase in conflicten waarin de tegenpartij zwart wordt gemaakt om de mening van anderen over het onderwerp te beïnvloeden. Binnen een conflict is het een overgang van 'op de feiten' naar 'op de man spelen'. Bij een normale discussie worden in principe feiten en argumenten naar voren gebracht en eventueel weerlegd wanneer men het er niet mee eens is. Bij demonisering gaat men aan de argumenten voorbij: de tegenpartij zelf wordt negatief afgeschilderd. Er is sprake van depersonalisatie: de tegenpartij wordt afgeschilderd als een 'on-persoon'. Men accepteert niet langer dat het om menselijke gedragingen gaat, ingegeven door bepaalde drijfveren. In plaats daarvan wordt de tegenpartij gezien als een intrinsiek slecht persoon en probeert men angst te kweken voor de tegenpartij. Argumenten, geldig of niet, worden hiermee al bij voorbaat als ongeldig gezien omdat ze van die persoon afkomstig zijn, waarbij die persoon bovendien als bedreiging wordt opgevoerd. 
Meestal geschiedt dit door ad hominem redeneringen. De tegenpartij wordt op allerlei manieren zwartgemaakt, bijvoorbeeld door schandalen of situaties uit zijn privéleven aan te halen, vergelijkingen met (oorlogs)misdadigers (reductio ad Hitlerum), tu quoque argumenten, beschuldigingen van incompetentie, etc. Wanneer persoonlijke aanvallen die aan werk gerelateerd zijn geen effect sorteren of uitgeput raken, gaat met vaak over op aanvallen in de privésfeer: overspel en seksualiteit zijn zeer populaire middelen. In de extreemste gevallen kan dit zelfs leiden tot laster, zoals het in de wereld helpen van valse informatie, bewerkte foto's en dergelijken. Zo kan men tot redeneringen komen als:
- Luister maar niet naar Jaaps praatjes, dat zegt hij toch alleen maar om er zelf beter van te worden! Aan de validiteit van Jaaps argumenten wordt voorbijgegaan, de verteller presenteert hem als een egoïst.
- Gijs is een machtswellusteling, een Hitler in de dop! De verteller presenteert Gijs als machtswellusteling en probeert door een reductio ad Hitlerum zijn publiek angst voor Gijs aan te jagen.
- Als jullie Jan de benoeming geven dan maakt hij er een zooitje van en dan zijn we straks failliet! De verteller doet beweringen zonder die met feiten te onderbouwen en schetst zijn publiek een angstwekkend scenario indien Jan benoemd zal worden.
- Gaan jullie Piet directeur maken? Weten jullie wel dat hij regelmatig naar de hoeren gaat? Of Piet naar de hoeren gaat staat los van zijn functioneren als directeur.

Ook groepen kunnen op een soortgelijke wijze worden gedemoniseerd. Voorbeelden van het demoniseren van groepen zijn onder andere:
- De antisemitische propaganda van de NSDAP, waarin joden als 'bacillen' van het menselijk ras ('rassentuberculose') werden afgeschilderd.
- De antikapitalistische propaganda van communistische partijen, waarbij kapitalisten als uitbuiters werden gepresenteerd. Tegelijkertijd worden rechtgeaarde demonstranten die protesteren tegen het kapitalistisch extremisme of bijvoorbeeld Greenpeace milieuactivisten onheus afgeschilderd als (eco)terroristen.[1]
- Oorlogspropaganda die een schrikwekkend beeld beschrijft van een vijandelijke overwinning.
- Het mobiliseren van het management en andere partijen binnen een onderneming tegen een vijandige overname, waarbij men een beeld schetst dat de overnemer flink in het personeelsbestand wil snoeien.
- Een uit de hand gelopen verkiezingsdiscussie (zie hieronder).

Bovendien kunnen specifieke onderwerpen, gebruiken of bijvoorbeeld producten gedemoniseerd worden.
- Minister van de Steur meldde dat hij hoogstpersoonlijk mensen zou kennen die gestorven zouden zijn als gevolg van het gebruik van cannabis. Dit terwijl de (medische) wetenschap en bijvoorbeeld het Trimbos-Instituut expliciet te kennen geven dat cannabis op zich niet de dood als gevolg kan hebben.[2]

## Politiek
Het begrip werd in Nederland veel gebruikt in de context van de moord op Pim Fortuyn. Fortuyn gaf meerdere malen aan zich gedemoniseerd te voelen. Ook na Fortuyns dood stelden veel van zijn aanhangers c.q. opvolgers dat Fortuyn gedemoniseerd zou zijn door met name linkse collega-politici en de media. De advocaten Gerard Spong en Oscar Hammerstein klaagden zelfs een aantal journalisten en politici aan wegens demonisering; een zaak die later door het Openbaar Ministerie geseponeerd werd. In maart 2007 beweerde ook Geert Wilders dat hij gedemoniseerd werd, toen hij sprak van een 'sfeer van haat en agressie' die linkse politici rondom zijn persoon deden ontstaan.
In Vlaanderen vindt men de term vaak terug bij politici die door de pers van de andere taalgroep gedemoniseerd worden. 
Andere uit politieke overwegingen gedemoniseerde personen en groepen zijn Al Qaida, de Taliban, Mao Zedong, Muammar Kadaffi, de Unie van Islamitische Rechtbanken, Al Shabaab, George W. Bush, Jorg Haider, Hans Janmaat, Jan-Marie Le Pen en de Zuid-Afrikaanse Apartheidsregering. De meest gedemoniseerde politicus is echter ongetwijfeld Adolf Hitler. Hij wordt vaak afgeschilderd als de verpersoonlijking van het kwaad zelf, voornamelijk vanwege de Holocaust die plaatsvond na jarenlange demonisering van de joden door Hitler en diens NSDAP.

## Gevolgen
Demonisering is niet productief voor de oplossing van een conflict en leidt vaak tot escalatie en polarisatie. Uiteindelijk leidt het tot een afname van bereidheid om met elkaar samen te werken. Dit is problematisch wanneer men toch tot een gezamenlijke oplossing moet komen, zoals bij kabinets- en gemeentecollegeformaties, of wanneer de twee groepen naast elkaar leven. 
Bovendien kan dit er snel toe leiden dat het conflict escaleert en beide groepen de controle hierover verliezen. Leiders kunnen tot de onaangename ontdekking komen dat ze hun achterban door demonisering van de tegenstander zo effectief hebben opgezweept, dat deze niet meer openstaat voor discussie met de andere zijde. Bovendien zal ook de 'andere kant' hier minder toe bereid zijn: "U hebt me zelf maandenlang voor rotte vis uitgemaakt en nu wil u opeens praten?!"